# Wout De Buyser
Wout Didier De Buyser (* 29. Juni 2001 in Sint-Niklaas) ist ein belgischer Fußballspieler. Der linke Außenverteidiger ist zur Zeit vereinslos, nachdem er zuletzt beim luxemburgischen Erstligisten Swift Hesperingen unter Vertrag stand. Zudem ist er ein ehemaliger belgischer Nachwuchsnationalspieler.

## Karriere

### Verein
Wout De Buyser, der in der Jugendabteilung von Sporting Lokeren und in der Akademie von Standard Lüttich gespielt hatte, gab am 10. April 2022 – nun im Trikot vom SV Zulte Waregem – sein Profidebüt, als er bei der 0:3-Niederlage bei RSC Charleroi in der Startelf stand, allerdings wurde er nach 64 Minuten verletzungsbedingt durch Dion Cools ersetzt. Wegen einer Fußverletzung verpasste er den Großteil der Saison 2022/23. Im August 2024 schloss sich De Buyser dem luxemburgischen Erstligisten Swift Hesperingen an, verließ den Verein aber nach einem Jahr wieder.
Derzeit absolviert er ein Probetraining beim deutschen Drittligisten 1. FC Saarbrücken.

### Nationalmannschaft
Wout De Buyser war Nachwuchsnationalspieler seines belgischen Herkunftslandes und trug das Trikot der „Roten Teufel“ in den Altersklassen U18 und U19.